# قوانين نيفن
قوانين نيفن، سميت بهذا الاسم نسبة إلى مؤلف الخيال العلمي لاري نيفن، الذي قام بنشرها بشكل دوري «كيف يعمل الكون» بقدر ما يمكن أن يقول. في 29 يناير 2002، تم إعادة كتابتها، ونشرت في مجلة الخيال العلمي التناظري والواقع في عدد نوفمبر 2002.
من بين القواعد هي:
- لا تطلق الليزر على المرآة.
- التخلي عن الحرية بدأ يبدو ساذجًا.
- إن التدمير أسهل من الإنشاء.
- تتغير الأخلاق مع التكنولوجيا.
- الرسالة العالمية الوحيدة في الخيال العلمي: توجد عقول تفكر جيدًا كما تفعل، ولكن بشكل مختلف.

## الآخرين

### قانون نيفن (إعادة السفر عبر الزمن)
ويرد قانون مختلف بهذا الاسم في مقال نيفن «نظرية وممارسة السفر عبر الزمن»:

#### قانون نيفن
إذا كان عالم الخطاب يسمح بإمكانية السفر عبر الزمن وتغيير الماضي، فلن يتم اختراع آلة زمنية في هذا الكون.
يلمع هانز مورافيك هذا الإصدار من قانون نيفن على النحو التالي:
.
رسم ريان نورث هذا القانون على شكل كاريكاتير ديناصور# 1818.
تم فحص هذا الاقتراح أيضًا على نطاق واسع في كتاب جيمس بي.

### قانون نيفن (إعادة: قانون كلارك الثالث)
قانون نيفن هو مصطلح يعكس قانون كلارك الثالث، فإن قانون نيفن ينص علي «أي سحر متطور بما فيه الكفاية لا يمكن تمييزه عن التكنولوجيا». ومع ذلك يرجع الفضل في ذلك إلي تيري براتشيت. يعرف حجر الزاوية الفولكلور بأنه «شعار نتيجة طبيعية مؤلفة من مروحة» لعشاق آرثر كلارك. كتب غريغوري بنفورد في كتابه 30 يناير 2013 عن الاختلافات في قانون كلارك الثالث وأنها نتيجة طبيعية. في سلسلة ساحه المعركة من الموسم السادس والعشرين من حلقه من دكتور هو، تمت الإشارة إلي كل من قانون كلارك الثالث وقانون نيفن، تم بث هذه الحلقة لأول مرة في 13 سبتمبر 1989. في هذه الحلقة، دخل الطبيب ورفيقه آس إلي سفينة فضائية متعددة الأبعاد، وأثناء مناقشاتهم سأل الطبيب رفيقه إذا كان يعرف قانون كلارك، الذي سيتلوه بعد ذلك: «أي شكل من أشكال التكنولوجيا المتقدمة لا يمكن تمييزه عن السحر». يجيب الطبيب على أن العكس هو الصحيح وأن آس يعبر عن ذلك، من خلال العمل المعكوس، «أي شكل متقدم من السحر لا يمكن تمييزه عن التكنولوجيا.»

### قوانين نيفن (قصص)
قوانين نيفن هي أيضًا عنوان مجموعة 1984 من قصص نيفن القصيرة.
تحتوي مجموعة نيفن للفضاء عام 1989 علي ستة قوانين بعنوان قوانين نيفن للكتاب.
1. يجب على الكتاب الذين يكتبون لكتاب آخرين كتابة رسائل.
2. لا تخجل أبدًا من أي شيء تختار كتابته. (فكر في هذا قبل إرساله إلى السوق.)
3. قصص لإنهاء جميع القصص حول موضوع معين، لا.
4. إنها خطيئة لإضاعة وقت القارئ.
5. إذا لم يكن لديك ما تقوله، فقل ما تريد. ابتكارات أسلوبية أو خطوط قصة ملتوية أو لا شيء، ضمائر غريبة أو بدون جنس، عدم تناسق داخلي، وصفة لإعداد حبيبك كمأدبة آكلي لحوم البشر: لا تتردد. إذا كان ما يجب عليك قوله يصعب متابعته، استخدم أبسط لغة ممكنة. إذا لم يحصل القارئ على ذلك، فليكن خطأك.
6. الجميع يتحدث المسودة الأولى.

في اعتراف رواية الفاتح لعام 2003، S.M. كتب ستيرلنج:
تقديرا خاصا لمؤلف قانون نيفن: "هناك مصطلح فني أدبي لأولئك الذين يخطئون في آراء ومعتقدات الشخصيات في رواية لأصحابها. المصطلح هو" أحمق ".

### قوانين نيفن (من الفضاء المعروف)
مأخوذة من الفضاء المعروف: عوالم المستقبل لاري نيفن
1. 1. لا ترمي اللعنة ابدا علي رجل مسلح.
  2. لا تقف بجانب شخص يرمي اللعنة على رجل مسلح.
2. لا تطلق الليزر على المرآة.
3. لا تهتم إذا كنت تستمتع فهذه الطبيعة الأم.
4. F × S = k. نتاج الحرية والأمن هو ثابت. للحصول على مزيد من حرية التفكير والعمل، يجب عليك التخلي عن بعض الأمن، والعكس بالعكس.
5. الرطل والقوى السحرية، إذا كانت حقيقية، هي عديمة الفائدة تقريبا.
6. إن التدمير أسهل من الإنشاء.
7. أي لعنة تمكنك من التنبؤ بالماضي فهي خداع.
8. التاريخ لا يعيد نفسه أبدا.
9. تتغير الأخلاق مع التكنولوجيا.
10. ليس هناك عدالة. (غالباً ما يتم اختصارها إلى TANJ)
11. الفوضى هي الأقل استقرارا في الهياكل الاجتماعية. انه ينهار في لمسة.
12. هناك وقت ومكان للبراعة. وهناك أوقات يكون فيها اللباقة في غير محلها.
13. طرق أن تكون إنسانًا محدودة ولكن غير محدودة.
14. أغلى الموضوعات في العالم، من أجل:
  1. النظام الغذائي لشخص آخر.
  2. كيفية كسب المال من أجل قضية تستحق.
  3. تحرير المصالح الخاصة.
15. الرسالة العالمية الوحيدة في الخيال العلمي: توجد عقول تفكر جيدًا كما تفعل، ولكن بشكل مختلف، النتيجة الطبيعية لنيفن: إن الديك الرومي الملتهب بالجينات التي تتحدث إليه ليس بالضرورة واحد منهم.
16. قانون غامض الوردي نيفن: لا تضيعوا السعرات الحرارية.
17. لا يوجد سبب صحيح بحيث لا يمكن العثور على أحمق يليه، بأشكال متباينة في الملائكة الساقطة ك"قانون نيفن: لا يوجد سبب نبيل لدرجة أنه لن يجذب فتحات الصخور.[5]
18. لا توجد تقنية تعمل إذا لم يتم استخدامها.
19. ليست مسؤولة عن المشورة لا تؤخذ.
20. الشيخوخة ليست للمخنثون.

## وصلات خارجية
- قوانين نيفن عام 2002 للمؤلف لاري نيفن.